# رودردامن یکم
رودرَدامَن یکم (حکومت ۱۳۰ تا ۱۵۰ میلادی) از پادشاهان سکایی از دودمان ساتراپ‌های باختری بود. او نوه پادشاه کاستانا بود. سکاها مردمانی ایرانی‌تبار بودند که در دوره‌ای بر بخش‌هایی از هندوستان نیز چیرگی یافتند.
رودردامن یکم نقشی اساسی در افول امپراتوری ساته‌واهنه داشت. رودرادمان اول پس از پادشاه شدن، عنوان مهاکشتراپا ("ساتراپ بزرگ") را به خود گرفت و سپس پادشاهی خود را تقویت کرد.

## فرمانروایی
در نتیجه پیروزی‌هایش، رودردامن تمام قلمروهایی که پیش از آن توسط ناهپانا تصاحب شده بود را به جز پونه در جنوب و ناسیک بازپس گرفت.[۳] ناگاهای بومی نیز نسبت به شهرب‌های سکایی تهاجمی عمل می‌کردند. قلمروهای ساته‌واهنه به پایگاه اصلی آنها در دکن و مرکز شرقی هند در اطراف امراواتی، آندراپردش محدود شد:
"رودردامن (...) فرمانروای تمام آکاروانتی شرقی و غربی (آکارا: ملوا شرقی و آوانتی: ملوا غربی)، سرزمین انوپا، آنارتا، سوراشترا، سوابهرا (گجرات شمالی)، مارو (ماروار)، کاچها (کاچ)، سند (رود)-سائوویرا (مناطق سند و ملتان)، کوکورا (راجپوتانای شرقی)، آپارانته ("سرحد غربی" - کونکان شمالی)، نیشادا (یک قبیله بومی، ملوا و مناطقی از هند مرکزی) و دیگر قلمروها که با شجاعت خود به دست آورده‌است، قلمروهایی که شهرهایش توسط دزدان، مارها، حیوانات وحشی، بیماری‌ها و مواردی مشابه دچار مشکل نمی‌شوند و تمامی رعایا به او وفادارند، (و) جایی که از طریق قدرت او به اهداف [دین]، ثروت و لذت به درستی دست می‌یابند." Geographical interpretations in parentheses from Rapson.}}
کتیبه سنگی جونگده. تعابیر جغرافیایی درون پرانتز از رپسون.

### جنگ با یادیه‌ها

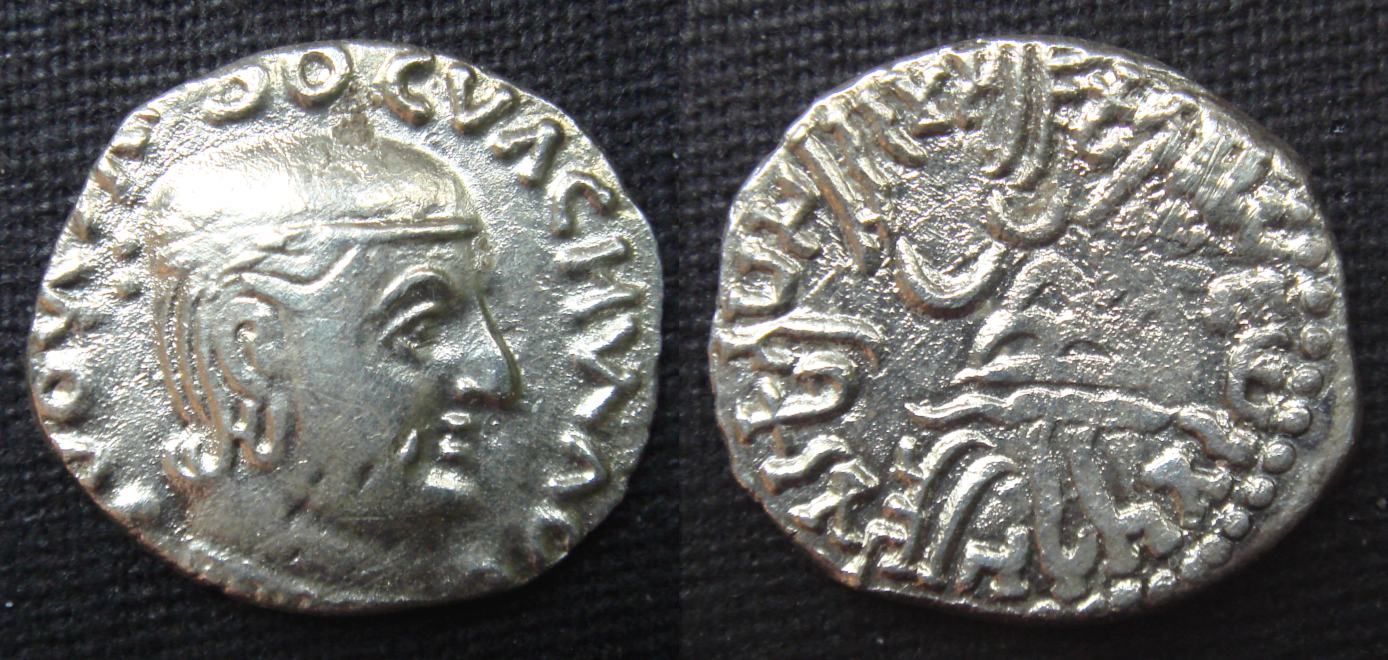
سکه نقره رودردامان اول، ۱۶ میلی‌متر، ۲٫۰ گرم نمای: نیم تنه رودرادامان، با افسانه یونانی مخدوش "OVONIΛOOCVΛCHΛNO". Rev: تپه سه طاقی یا چایتیا با رودخانه، هلال و خورشید. افسانه براهمی حوالی (از ساعت ۱۲): "Rajno Ksatrapasa Jayadamasaputrasa Rajno Mahaksatrapasa Rudradamasa": "King and Great Satrap Rudradaman, son of King and Satrap Jayadaman"

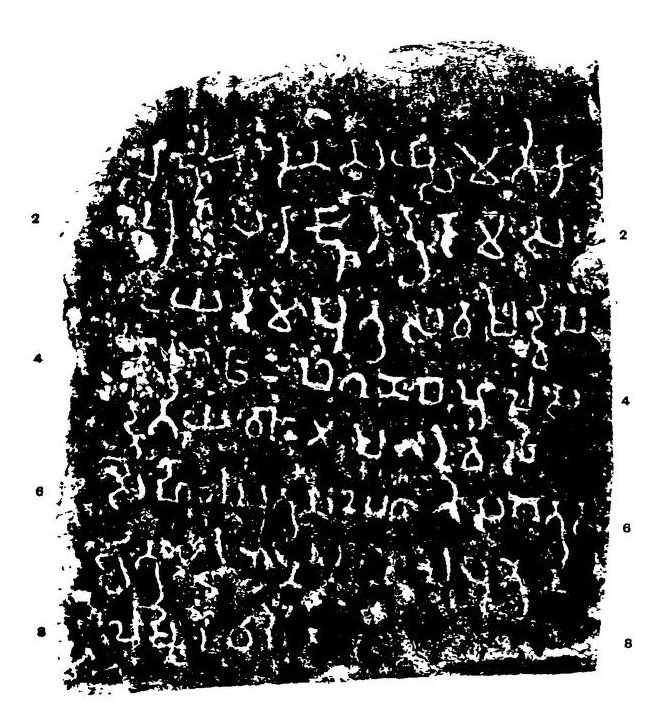
کتیبه سنگی Andhau مربوط به زمان رودرادامان، Śaka سال ۵۲ (۱۳۰ پس از میلاد). در این کتیبه آمده‌است: "در سال پنجاه و دو، ۵۰، ۲، در روز دوم نیمه تاریک فاگونا، پادشاه (حکومت) رودرادمان، پسر جایادمان، (که نوه پادشاه بود). کاشتانا، پسر یساموتیکا، (این) عصا به یاد ریشابهادوا، پسر سیهیلا، از گوترای اوپااساتی، توسط برادر (ش)، مادانا، پسر سیهیلا، بزرگ شد.»

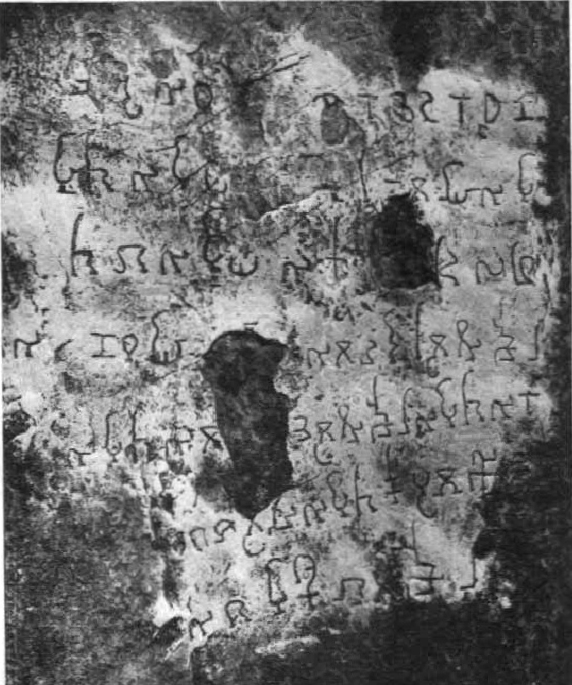
کتیبه سنگی شجره نامه رودرادامان: «غساموتیکا، پسرش راجان ماهاکشاتراپا سوامین کاشتنا، پسرش راجان سوامین جایادامان، و پسرش راجان سوامین رودرادامن». خاوادا، ناحیه کوچ.

رودردامن قبیله‌های یودهیا را در منطقه امروزی هاریانا تصرف کرد، همان‌طور که در کتیبه سنگی گیرنار متعلق به رودردامن توصیف شده‌است. رودردامن از یودهیاها به عنوان جمهوری ستیزه‌جوی کشاتریاها (طبقه جنگجو) یاد می‌کند که به جای تسلیم با او درگیر شدند: [۷]
«رودردامن (...) که با قدرت یودهیاها را که از تسلیم بیزار بودند نابود کرد، و آنان را که به نمایش گذاشتن عنوان 'قهرمانان در میان کشاتریاها' افتخار می‌کردند، سرکوب کرد.»
– کتیبه سنگی جونگده متعلق به رودردامن [۴]
با این وجود، یودهیاها به زودی خود را به عنوان قدرت مستقل مجدداً تثبیت کردند. در قرن بعدی، یودهیاهای جنگجو قدرت بیشتری پیدا کردند. تا اینکه یودهیاها توسط شاهنشاهی کوشانی، که اربابان ساتراپ‌های باختری بودند، فتح شدند. یودهیاها در نهایت تحت سلطه امپراتوری گوپتا قرار گرفتند.

## جزئیات دیگر

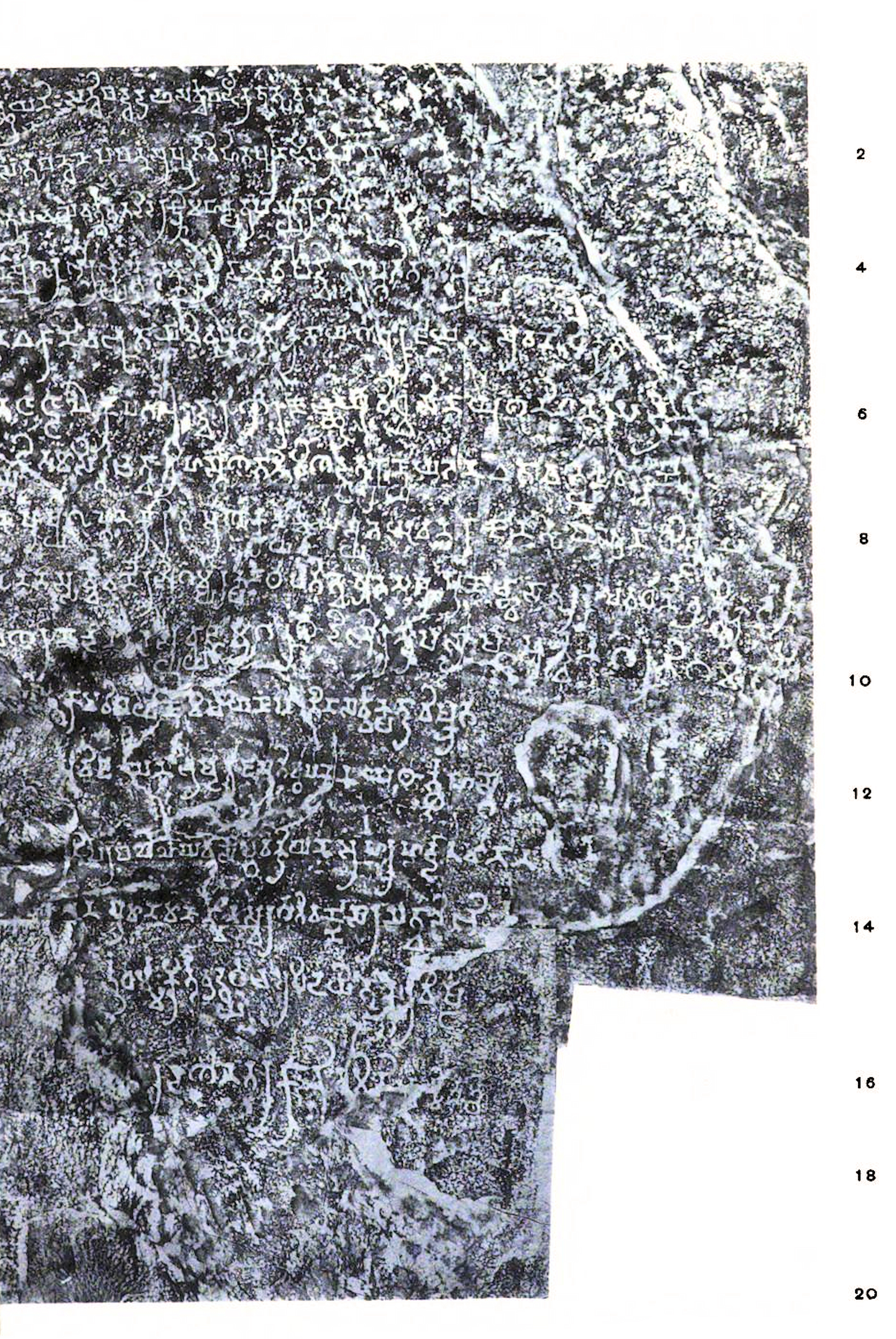
بخشی از سنگ نبشته جوناگاد رودرادامان.

1. منابع جین ذکر می‌کنند که پس از ناهاپانا (۴۰ سال) و گردابهیلاس (۱۵ سال)، Śakas تنها برای چهار سال بر اوجین حکومت خواهد کرد. کاشتنا بدون شک بر اوجین حکومت کرده‌است، اما باید فقط چهار سال بر آن حکومت کرده باشد. پسرش جایادمان (کشاتراپا در مقابل اینکه کاشتانا یک ماهاکساتراپا بود) یک پادشاه بی‌اثر بود و بیشتر قلمروی را که کاشتنا به دست آورده بود از دست داد. این باید شامل تمام اوجین‌های مهم نیز باشد.
2. تاریخ طبیعی کلودیوس بطلمیوس در سال ۱۶۰ پس از میلاد، کاشتنا را به عنوان پادشاه آوانتی ثبت می‌کند، در حالی که می‌دانیم این رودرادمان بود که بین سال‌های ۱۳۰ تا ۱۵۰ میلادی حکومت می‌کرد. بدیهی است که بطلمیوس فقط به آخرین فرمانروای شناخته شده اشاره می‌کرد و اگر رودرادامن بر آوانتی حکومت می‌کرد، از او یاد می‌کرد، زیرا او قطعاً از طریق فتوحات خود به خوبی شناخته شده بود.
3. در حقیقت، رودرادامن هیچ اشاره ای به آوانتی نکرد. او گفت که آکاروانتی شرقی و غربی (مالوا شرقی) را فتح کرد - آکاروانتی غربی سرزمینی است که در شرق به بوپال قرار دارد، که شامل هیچ بخش غربی مالوا یا آوانتی نمی‌شود. آکاروانتی، که قبلاً به نام سودارسانا نامیده می‌شد، تنها ملوای شرقی را شامل می‌شد. آکاروانتی غربی به آوانتی اشاره نمی‌کند.

## یادداشت
1. ↑  Rapson, "Indian coins of the British Museum" p.lx
2. ↑  Rapson, Edward James (1967). Catalogue Of The Indian Coins In The British Museum. p. 78.